# Magnus Wernblom
Magnus Wernblom (* 3. Februar 1973 in Kramfors) ist ein ehemaliger schwedischer Eishockeyspieler. Während seiner Karriere spielte er zwischen 1990 und 2008 für MODO Hockey Örnsköldsvik und Skellefteå AIK in der schwedischen Elitserien.

## Karriere
Wernblom begann seine Karriere bei Kramfors-Alliansen in der HockeyAllsvenskan. Nach zwei Spielzeiten wechselte er 1990 zu MoDo Hockey Örnsköldsvik in die Elitserien, für die er insgesamt 14 Jahre spielte und dort auch den Sprung in die Junioren-Nationalmannschaft Schwedens schaffte. Zudem hält er bei MODO den Rekord mit den meisten geschossenen Toren und den meisten absolvierten Spielen.
Bei den Sweden Hockey Games 1999 wurde er in das All-Star-Team des Turniers berufen.
2004 entschied er sich zu der Wechsel zum Skellefteå AIK, mit denen er aus der HockeyAllsvenskan in die Elitserien aufstieg. Nach der Saison 2006/07 kehrte er zu seinem langjährigen Verein MODO Hockey zurück und gab schließlich am 4. November 2008 seinen Rücktritt bekannt.

## Erfolge und Auszeichnungen
- 1993 Silbermedaille bei der Junioren-Weltmeisterschaft
- 2000 Elitserien All-Star-Game
- 2000 Bester Torschütze der Elitserien-Playoffs
- 2001 Elitserien All-Star-Game